# James Browning

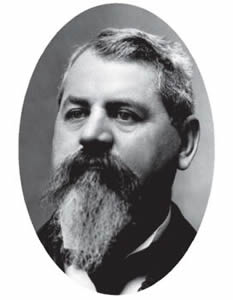

James Nathan Browning, född 13 mars 1850 i Clark County, Arkansas, död 9 november 1921 i Amarillo, Texas, var en amerikansk demokratisk politiker. Han var viceguvernör i delstaten Texas 1899–1903.
Browning föddes på en farm nära Arkadelphia och flyttade 1866 till Texas där han studerade juridik. År 1876 inledde han sin karriär som advokat i Albany, Texas.
Browning efterträdde 1899 George Taylor Jester som viceguvernör. Han innehade ämbetet i fyra år under guvernör Joseph D. Sayers.
Browning avled 1921 och gravsattes på Llano Cemetery i Amarillo.